# العلاقات بين الأمريكيين اليهود والأمريكيين الأفارقة
تفاعل الأمريكيون الأفارقة والأمريكيون اليهود مع بعضهم البعض خلال معظم تاريخ الولايات المتحدة. تضمنت هذه العلاقة تعاونًا ونزاعًا علنيًا على نطاق واسع، وكانت هذه العلاقات –منذ السبعينيات– مساحةً للبحث الأكاديمي المهم. وكان التعاون بينهم في حركة الحقوق المدنية استراتيجيًا وهامًا، وبلغ ذروته في قانون الحقوق المدنية عام 1964.
تميزت علاقتهم أيضًا بالصراع والجدل المتعلق بموضوعات مثل حركة القوة السوداء، والصهيونية، والتمييز الإيجابي، وإشاعة معاداة السامية فيما يتعلق بالدور المزعوم لليهود الأمريكيين واليهود الكاريبيين في تجارة العبيد عبر الأطلسي.

## الخلفية
خلال الحقبة الاستعمارية، كان معظم المهاجرون اليهود إلى المستعمرات الثلاث عشرة تجارًا من لندن. استقروا في مدن مثل بروفيدنس في رود آيلاند، وتشارلستون في كارولينا الجنوبية، وسافانا في جورجيا، واندمجوا تدريجياً في المجتمع المحلي. أصبح بعض اليهود مالكي عبيد، وكانت تلك عادة راسخة في المستعمرات. دون المؤرخ الأمريكي إيلاي فيبر أنه «لا تتوفر أرقام لدعم وجهة النظر»، وأن «اليهود اشتركوا بذلك، ولكن بدرجةٍ ضئيلة. لكن هذا لا يعفيهم من الذنب، فقد جنى الجميع المال من العبيد الأفارقة: من عرب، وأوروبيون، وأفارقة».
في أواخر القرن التاسع عشر وأوائل القرن العشرين، هاجر ملايين اليهود الأشكناز من ألمانيا وأوروبا الشرقية إلى الولايات المتحدة بحثًا عن فرص اجتماعية واقتصادية بسبب أعمال البوغروم المنتشرة في أوطانهم. استقروا بشكل أساسي في مدن  الشمال الشرقي والغرب الأوسط حيث كانت القطاعات الصناعية في حاجة ماسة إلى عمال، مثل مدينة نيويورك، وبوسطن، وشيكاغو، وكليفلاند، وديترويت، وفيلادلفيا. دخل المهاجرون اليهود مدن الشمال الشرقي والغرب الأوسط في نفس الفترة التي كان فيها السود يهاجرون بمئات الآلاف من الريف الجنوبي في الهجرة الكبرى؛ كان لليهود والسود مجموعة متنوعة من المواجهات، وكانت مختلفة بشكل ملحوظ في المراكز الشمالية الحضرية والمناطق الجنوبية الزراعية.
في أوائل القرن العشرين، وجدت الصحف اليهودية أوجه تشابه بين خروج السود من الجنوب وهروب اليهود من مصر، مشيرةً إلى أن كلًا من السود واليهود كانوا يعيشون في غيتوات، ووصفت أعمال الشغب المناهضة للسود في الجنوب بأنها «بوغروم». وأكد القادة اليهود على أوجه التشابه بدلاً من الاختلافات بين التجربة اليهودية وتجربة السود في أمريكا، وشددوا على فكرة أن كلا المجموعتين ستستفيدان أكثر كلما تحركت أمريكا نحو مجتمع فضيل خالٍ من القيود الدينية، والاثنية، والعرقية.
كانت اللجنة اليهودية الأمريكية، والمؤتمر اليهودي الأمريكي، ورابطة مكافحة التشهير جهات أساسية في الحملة ضد التحيز العنصري. قدم اليهود مساهمات مالية كبيرة للعديد من منظمات الحقوق المدنية، بما في ذلك الجمعية الوطنية للنهوض بالملونين، والرابطة الحضرية، ومؤتمر المساواة العنصرية، ولجنة التنسيق الطلابية اللاعنفية. كان حوالي 50 في المائة من محامي الحقوق المدنية في الجنوب خلال الستينيات يهودًا، كما شكلوا أكثر من 50 في المائة من البيض الذين ذهبوا إلى مسيسيبي في عام 1964 لتحدي قوانين جيم كرو.
كان ماركوس غارفي (1887-1940) مؤسسًا مبكرًا لحركة الوحدة الإفريقية والخلاص الأفريقي، وقاد الرابطة العالمية لتنمية الزنوج، وعصبة المجتمعات الأفريقية. اندفاعه للاحتفال بإفريقيا كوطن أصلي للأمريكيين الأفارقة، دفع العديد من اليهود إلى مقارنة غارفي بقادة الصهيونية. مثال على ذلك، عندما أراد غارف من مفاوضي السلام في الحرب العالمية الأولى تسليم المستعمرات الألمانية السابقة في جنوب غرب إفريقيا إلى السود. في تلك الفترة التي شُدد فيها على حق تقرير المصير للمستعمرات السابقة، كان الصهاينة يروجون لـ«عودة اليهود» بعد 2000 عام إلى الوطن التاريخي لإسرائيل. وفي نفس الوقت، انتقد غارفي اليهود بانتظام في أعمدته في صحيفته نيغرو ورد، لمحاولتهم المزعومة تدمير السكان السود في أمريكا.
أدى عملية الإعدام العلنية دون محاكمة التي تعرض لها ليو فرانك، وهو رجل يهودي، في جورجيا عام 1915 على يد حشد من الجنوبيين، إلى جعل العديد من اليهود «يدركون تمامًا أوجه التشابه والاختلاف بينهم وبين السود». ازداد لدى البعض شعور التضامن مع السود، حيث كشفت المحاكمة عن انتشار معاداة السامية على نطاق واسع في جورجيا. كما حرضت المحاكمة اليهود ضد السود لأن محامو دفاع فرانك أشاروا إلى أن البواب الأسود جيم كونلي كان متورطًا بقتل الفتاة البيضاء. ووصفوه بأنه «زنجي قذر، وسخ، أسود، سكران، كاذب». خلص العديد من المؤرخين منذ أواخر القرن العشرين إلى أن جيم كونلي قتل فيغن.
في أوائل القرن العشرين، كانت النشرات اليهودية اليومية والأسبوعية تتحدث بشكل متكرر عن العنف ضد السود، وكثيراً ما قارنت العنف ضد السود في الجنوب بالبوغروم التي تعرض لها اليهود في الإمبراطورية الروسية. لقد استمدوا إلهامهم من مبادئ العدالة والرغبة في تغيير السياسات العنصرية في الولايات المتحدة. خلال هذه الفترة، سخّر قادة يهود أمريكا وقتهم ونفوذهم ومواردهم الاقتصادية من أجل مساعي السود، فقاموا بدعم الحقوق المدنية، والعمل الخيري، والخدمات الاجتماعية، والتنظيم. تشير المؤرخة هيجا داينر إلى أن اليهود «حرصوا أن يتم الإعلان عن نشاطاتهم بشكل جيد» كجزء من محاولتهم لإظهار تزايد النفوذ السياسي اليهودي.
كان جوليوس روزنوالد محسنًا يهوديًا تبرع بجزء كبير من ثروته لدعم تعليم السود في الجنوب من خلال توفير أموال مضاهية لبناء مدارس في المناطق الريفية. لعب اليهود دورًا رئيسيًا في الجمعية الوطنية للنهوض بالملونين (إن إيه إيه سي بّي) في عقودها الأولى. ومن بين اليهود المشاركين في الجمعية الوطنية للنهوض بالملونين كان جويل إيلايس سبينغارن (أول رئيس)، وآرثر بي. سبينغارن، والمؤسس هنري موسكويتز. وفي الآونة الأخيرة، أصبح جاك غرينبيرغ قائدًا في المنظمة.

## وسائل الترفيه
طرح اليهود من منتجي أعمال الترفيه في الولايات المتحدة العديد من الأعمال التي تناولت مواضيع السود في الأعمال السينمائية، ومسرح برودواي، والأعمال الموسيقية. كانت الصورة المقدمة متعاطفة مع السود، لكن المؤرخ مايكل روغين ناقش اعتبار بعض العروض استغلالية.
يحلل روجين أيضًا الحالات التي مثل فيها ممثلون يهود، مثل آل جولسن، أدورًا لأناس سود مستخدمين فيها وجه أسود. ويشير إلى أن هذا يعتبر تصويرًا عنصريًا متعمدًا، لكنه أضاف أن هذا ما كانت عليه التعبيرات الثقافية في ذلك الوقت. لم يسمح للسود بالظهور في أدوارٍ قيادية في المسرح أو في الأفلام: «الوجه الأسود الذي استخدمه اليهود لم يدل على عنصرية خاصة باليهود ولا يعبر عن معاداة السود للسامية بشكل خاص».
غالبًا ما شرح اليهود الثقافة السوداء في الأفلام، والموسيقى، والمسرحيات. يجادل المؤرخ جيفري ميلنيك بأن الفنانين اليهود مثل إيرفينغ برلين وجورج غيرشوين (مؤلف بورغي ويبس) خلقوا أسطورة كونهم المترجمين المناسبين لثقافة السود، «وبفعلتهم تلك قاموا بإخراج الأمريكيين السود» الحقيقيين «في هذه العملية». على الرغم من الأدلة التي قدمها الموسيقيين والنقاد السود على أن اليهود لعبوا دورًا مهمًا في مجال الموسيقى في تمهيد الطريق لقبول الاتجاه العام للثقافة السوداء، خلص ميلنيك إلى أنه «بينما ساهم كل من اليهود والأمريكيين الأفارقة في خطاب التقارب الموسيقي، فإن ثمارها من هذا العمل ينتمي حصريًا إلى السابق«.
نظر الأكاديمي الأسود هارولد كروز إلى المشهد الفني باعتباره مسخًا للثقافة السوداء يهيمن عليها البيض، تجسدها أعمال مثل أوبرا جورج غيرشوين الشعبية، بورغي وبيس.
انتقد بعض السود منتجي الأفلام اليهود لتصويرهم السود بطريقة عنصرية. في عام 1990، في مؤتمر للجمعية الوطنية للنهوض بالملونين في لوس أنجلوس، زعم ليغراند كليغ، مؤسس التحالف المعارض لاستغلال السود، وهي مجموعة ضغط سعت لممارسة الضغط المضاد للتصوير السلبي للأمريكيين الأفارقة على شاشة التلفاز، قائلًا:
مشكلة العنصرية اليهودية في هوليوود منذ قرن من الزمان أنها تمنع السود من الوصول إلى أماكن السلطة في الصناعة وتصور السود بطريقة مهينة: «لو كان بإمكان القادة اليهود الشكوى من معاداة السود للسامية، يجب على قادتنا بالتأكيد إثارة  قضية عنصرية اليهود في هوليوود الموجودة منذ قرن من الزمان .... لم يقم أي يهودي بمهاجمة أو قتل السود. لكننا نركز على المنتجين اليهود الذين يحطون من صورة السود. إنه مصدر قلق حقيقي. وعندما نطرحه، تحرف تصريحاتنا ويشهر بنا في الصحافة على أننا معادون للسامية».
كرر البروفيسور ليونارد جيفريز تلك التعليقات في خطاب ألقاه عام 1991 في مهرجان إمباير ستيت بلازا لفنون وثقافة السود في ألباني، في نيويورك. قال جيفريز إن اليهود يسيطرون على صناعة السينما، ويستخدمونها لرسم صورة نمطية سلبية عن السود.